# 함평여자고등학교
함평여자고등학교(咸平女子高等學校)는 전라남도 함평군 함평읍 내교리에 있었던 공립 고등학교이다.

## 학교 연혁
- 1967년 3월 5일: 함평여자상업고등학교 개교 (3학급)
- 1975년 3월 1일: 함평여자고등학교로 교명 변경 (9학급)
- 1995년 3월 1일: 함평여자중·고등학교 병설 인가
- 1996년 3월 1일: 함평여자중·고등학교 분리
- 2015년 9월 1일: 제21대 하상규 교장 부임
- 2017년 2월 10일: 제48회 50명 졸업(총 5,296명 졸업)
- 2017년 3월 2일: 2017학년도 입학식(신입생 50명 입학)
- 2018년 2월 28일: 폐교 및 거점고등학교 함평학다리고등학교로 통합, 51년만에 폐업

## 참고 자료
- 함평여자고등학교 - 한국교육학술정보원 학교알리미